# Re:public galéria
A Re:public galéria egy kortárs művészeti galéria a pécsi Zsolnay Kulturális Negyedben, az egyetem Kommunikáció- és Médiatudományi Tanszékének kiállítóhelye.

## Története
A Re:public galéria Pécsen található a Zsolnay Kulturális Negyedben elhelyezkedő PTE-BTK Kommunikáció- és Médiatudományi Tanszéken. 2012-ben jött létre, és azóta már több kreatív kiállítást rendeztek már itt, többek közt a PTE Művészeti Karának hallgatóinak alkotásaiból, festménybemutatóikból, illetve a tanszék saját hallgatóinak fotókiállításai is láthatóak voltak már. A galéria határozottan előnyben részesíti az underground kiállításokat. Nem könnyű időről-időre megújulni, azonban a Re:public galéria mindig képes a lehető legeredetibb témákkal előrukkolni.

## Kiállítások
A kiállításszervezés kurzus keretében zajlik. Egy félév során átlagosan öt-hat kiállításra szokott sor kerülni. Az első kiállítása a galériának a Welcome, Mr. President! névre hallgatott, és kilenc elnöki látogatást elevenített fel különböző sajtófotók és újságcikkek segítségével, melyek 1982 és 2007 között jelentek meg. Azonban a galéria hivatalos megnyitására két hónappal később került sor a Zsolnay Kulturális Fesztivál keretei között. 2012 augusztusában Illusztrátor Pajtások névvel következett egy újabb kiállítás, amely a Robot témát dolgozta fel a bemutatott képek által.
2012 szeptemberében a Vizuális Művészeti Fesztivál kapcsán újabb kiállításra került sor, amikor az ART Moments-re zsűri, illetve közönségszavazatok által válogatták össze a megjelenésre szánt képeket.
2012. október harmadikától huszonötödikéig a PTE Zenélő Egyetem közreműködésével jött létre Roclitera vol. 1 címmel, amelyen Lékó Tamás fotóit, illetve Baksa-Soós Attila szürrealista novelláit lehetett megtekinteni, melyek kortárs magyar pop-rock szcéna zenekarait mutatták be.
2012 novemberében Varga Gabi Overdose című kiállítása, és lapbemutatója zajlott le a galériában. Ezután már csak 2013. március 26-án következett az új kiállítás, amely a Frankofón Fesztivál pécsi rendezvénysorozatának egyik hivatalos programja volt, és A svájci képregény: a képek csúcstalálkozója névvel került rá sor.
2013. április 17-én 100 rajz került kiállításra, amelyek Uránváros jelenére vagy múltjára reflektáltak. A képek egy Társadalomkritika nevű kurzus keretében készültek Nemes Csaba vezetésével a PTE Művészeti Karán még 2012-ben.
A következő kiállításra 2013 októberében került sor, DLA Intro névvel, amelyet a PTE Művészeti Kar Doktori Iskolája és a PTE BTK Kommunikáció- és Médiatudományi Tanszék szervezett. A kiállítást Prof. Colin Foster, a doktori iskola vezetője, és Doboviczki Attila, médiakutató nyitotta meg.
2013. október 24-én az igencsak eredeti elnevezésű Bogyólé'13 kiállítás volt látható a galériában. A PTE Művészeti Karának hallgatói a Bogyólé pincészet számára terveztek címkéket, amiket végül a re:public galériában mutattak be. Az eseményről az Univ Tv is beszámolt.
2013. november 21-től december 2-áig Zimonyi Máté PACA: Procence – Alpes – Côte d’Azur, Dél-Franciaország képekben című kiállítását lehetett megtekinteni a galériában. A kiállításmegnyitón a Kiállítótér: kulturális reprezentáció és kontextus című kurzus hallgatói működtek közre.
2014. január 23. és február 15. között Képletes száguldás Pécsett címmel jelent meg egy újabb kiállítás, amely Szabó Andrea Cecília, festőművész és Ember Ferenc, fotóriporter Formula–1-es képeiből jött létre.
2014. február 19-én Tolvaly Ernő Munkácsy-díjas festőművész, egyetemi tanár emlékére Dr. Colin Foster 2010-ben festészeti díjat alapított a kiemelkedően tehetséges festőművész hallgatók támogatására. A kar Hallgatói Önkormányzata és Képzőművészeti Intézete szintén csatlakozott egy-egy díjjal a kezdeményezéshez. A díjat 2010 óta évente adják át a tavaszi szemeszter elején.
2014. március 18. és április 5. között Szántó István, a PTE Művészeti Kar DLA hallgatójának kiállítását lehetett megtekinteni a galériában. Ezután szintén egy egy DLA hallgatónak, Boga Clemeninának a kiállítására került itt sor április 9-étől 29-éig.
2014. május 6. és 29. között A PTE Művészeti Kar Technorealizmus 2. című műhelygyakorlat munkakiállítása volt látható a galériában. 
2014. szeptember 26-ától október 10-éig Katharina Roters műhelykiállítását tekinthették meg az érdeklődők, Az eseményre a Kutatók éjszakája programsorozat pécsi rendezvényei keretében került sor. A kiállítást Pucher István kőművesmester és Szolnoki József független filmes nyitotta meg egy sajátos performansszal. A mester saját szerszámaival tartott bemutatót, ahogyan évek-, évtizedek óta a kockaházak sajátos ornamenseit készíti. A galéria látogató maguk is megrajzolhatták saját kockaházaikat.
2014. október 21-én a PTE Művészeti Kar Doktori Iskola és a PTE BTK Kommunikáció- és Médiatudományi Tanszék koncertet és kiállításmegnyitót rendezett, így köszöntve az új DLA hallgatókat. A kiállítás november 3-áig tartott.
2014. november 5-én ismét kiállítás készült a Bogyólé pincészetnek szánt címkékből a Vylyan borcímke pályázat anyagából, amely november 20-áig tartott. A kiállítást Lakner Tamás, a Művészeti Kar dékánja nyitotta meg.
2014. november 22-én Szilágyi Lenke Kifordított föld - Art moments című kiállítását lehetett megtekinteni november 29-éig.
2014. december 3-án Hegyi Csaba képkiállítása volt látható a galériában, amelynek témája a népi vallásosság, a népi jámborság használati tárgyai, rózsafüzér, hálatábla, házi áldás. A kiállítás 2015. január 10-éig tartott.
2015. szeptember 22-én Karsai Kinga Játéklétrák című kiállítását tekinthették meg az érdeklődők egészen október 3-áig. Ugyanekkor ismét DLA Intro volt.
2015. november 24-én Törteli Lilla, festőművész hallgató Amit itthagy a szél című kiállítása volt látható. Ezt követte december 3-án Tóka Attila kiállítása.
2016. április 29-én a 5PANELS képregényes alkotócsoport kiállítása fogadta a témára fogékonyakat, amely az "Új területek és fogalmak a kortárs (média)kultúra kutatásban" című konferencia társrendezvénye volt.
2016. szeptember 20-án Sárkány Balázs Rajzok otthonról című kiállítása volt látható, amit Mészáros Gergely, szobrász nyitott meg.
2016. november 8-ától  november 22-éig lehetett megtekinteni Landor Alexandra Érzelemsziget névre hallgató kiállítását.
2016. november 29-étől egészen december 12-éig Brezony Csilla Ariadné összes fonala című kiállítása fogadta az érdeklődőket. A kiállítást Maksa Gyula, képregénykutató nyitotta meg.